# Архиепархия Таранто
Архиепархия Таранто (лат. Archidioecesis Tarentina) — архиепархия Римско-католической церкви с центром в городе Таранто, Италия. В митрополию Таранто входят епархии Кастелланеты и Ории.

## История
Епархия Таранто возникла в VI веке. С X века — архиепархия.

## Ординарии архиепархии
- архиепископ Enrico Bruno, O.P. (24.09.1498 — † 1509)
- архиепископ Orlando Carretto della Rovere (10.10.1509 — 24.04.1510)
- архиепископ Giovanni Maria Poderico (24.04.1510 — † 1524)
- кардинал Francesco Armellini Pantalassi de’ Medici (15.12.1525 — † октябрь 1527)
- архиепископ Girolamo d’Ippolito, O.P. (18.01.1528 — † август 1528)
- кардинал Antonio Sanseverino, O.E.S.S.H. (31.08.1528 — † 17.08.1543)
- архиепископ Francesco Colonna (22.10.1544 — † 1560)
- кардинал Маркантонио Колонна (9.07.1560 — 13.10.1568), назначен архиепископом Салерно
- кардинал Girolamo di Corregio (13.05.1569 — † 9.10.1572)
- архиепископ Lelio Brancaccio (15.11.1574 — † 1599)
- архиепископ Juan de Castro, O.S.B. (20.03.1600 — † 11.11.1601)
  - Sede Vacante (1601—1605)
- архиепископ Ottavio Mirto Frangipane (20.06.1605 — † 24.07.1612)
- кардинал Bonifazio Caetani (22.04.1613 — † 24.06.1617)
- архиепископ Antonio d’Aquino (23.07.1618 — † 27.08.1627)
- архиепископ Francisco Sánchez Villanueva y Vega (24.01.1628 — 23.09.1630), назначен архиепископом Мадзара-дель-Валло
- кардинал Хиль Карильо де Альборнос (23.09.1630 — 30.03.1637)
- архиепископ Tommaso Caracciolo, C.R. (30.03.1637 — † 1665)
- архиепископ Tommaso de Sarria, O.P. (13.04.1665 — † 5.11.1682)
- архиепископ Франческо Пиньятелли, C.R. (27.09.1683 — 19.02.1703), назначен архиепископом Неаполя
  - Sede Vacante (1703—1713)
- архиепископ Giovanni Battista Stella (30.08.1713 — † декабрь 1725)
- архиепископ Giovanni Fabrizio de Capua (22.12.1727 — 11.12.1730), назначен архиепископом Салерно
- архиепископ Celestino Galiano, O.S.B. (30.04.1731 — 31.03.1732)
- архиепископ Casimiro Rossi (19.01.1733 — 5.05.1738), назначен архиепископом Салерно
- архиепископ Giovanni Rossi, C.R. (21.05.1738 — † 20.02.1750)
- архиепископ Antonio Sersale (16.11.1750 — 11.02.1754), назначен архиепископом Неаполя
- архиепископ Isidoro Sánchez de Luna, O.S.B. (22.04.1754 — 28.05.1759), назначен архиепископом Салерно
- архиепископ Francesco Saverio Mastrilli, C.R. (13.07.1759 — † октябрь 1777)
- архиепископ Джузеппе Капечелатро (30.03.1778 — 28.03.1817)
- архиепископ Giovanni Antonio de Fulgure, C.M. (25.05.1818 — † 6.01.1833)
- архиепископ Raffaele Blundo (6.04.1835 — † 20.06.1855)
- архиепископ Giuseppe Rotondo (17.12.1855 — † 20.01.1885)
- архиепископ Pietro Alfonso Iorio (27.03.1885 — 15.11.1908)
- архиепископ Carlo Giuseppe Cecchini, O.P. (4.12.1909 — † 17.12.1916)
- архиепископ Orazio Mazzella (14.04.1917 — 1.11.1934)
- архиепископ Ferdinando Bernardi (21.01.1935 — † 18.11.1961)
- архиепископ Guglielmo Motolese (16.01.1962 — 10.10.1987)
- архиепископ Сальваторе Де Джорджи (10.10.1987 — 11.05.1990)
- архиепископ Benigno Luigi Papa, O.F.M. Cap. (11.05.1990 — 21.11.2011)
- архиепископ Filippo Santoro (с 21.11.2011)